# Atari 2600
Atari 2600 va ser el nom d'una videoconsola llançada al mercat estatunidenc a l'octubre de 1977 sota el nom de Atari VCS (Video Computer System), convertint-se en la primera consola a tenir èxit utilitzant cartutxos intercanviables. El 1982, després del llançament del Atari 5200, va adoptar el nom final basat en el nombre de catàleg que li identifica (CX2600). Aquesta consola va ser un gran èxit i va assolir que durant els anys 1980 «Atari» fos sinònim de videojocs. La consola venia acompanyada amb dues palanques de control, un parell de controladors tipus paddle i un cartutx de joc (inicialment Combat i subsegüentment Pac-Man).

## Història

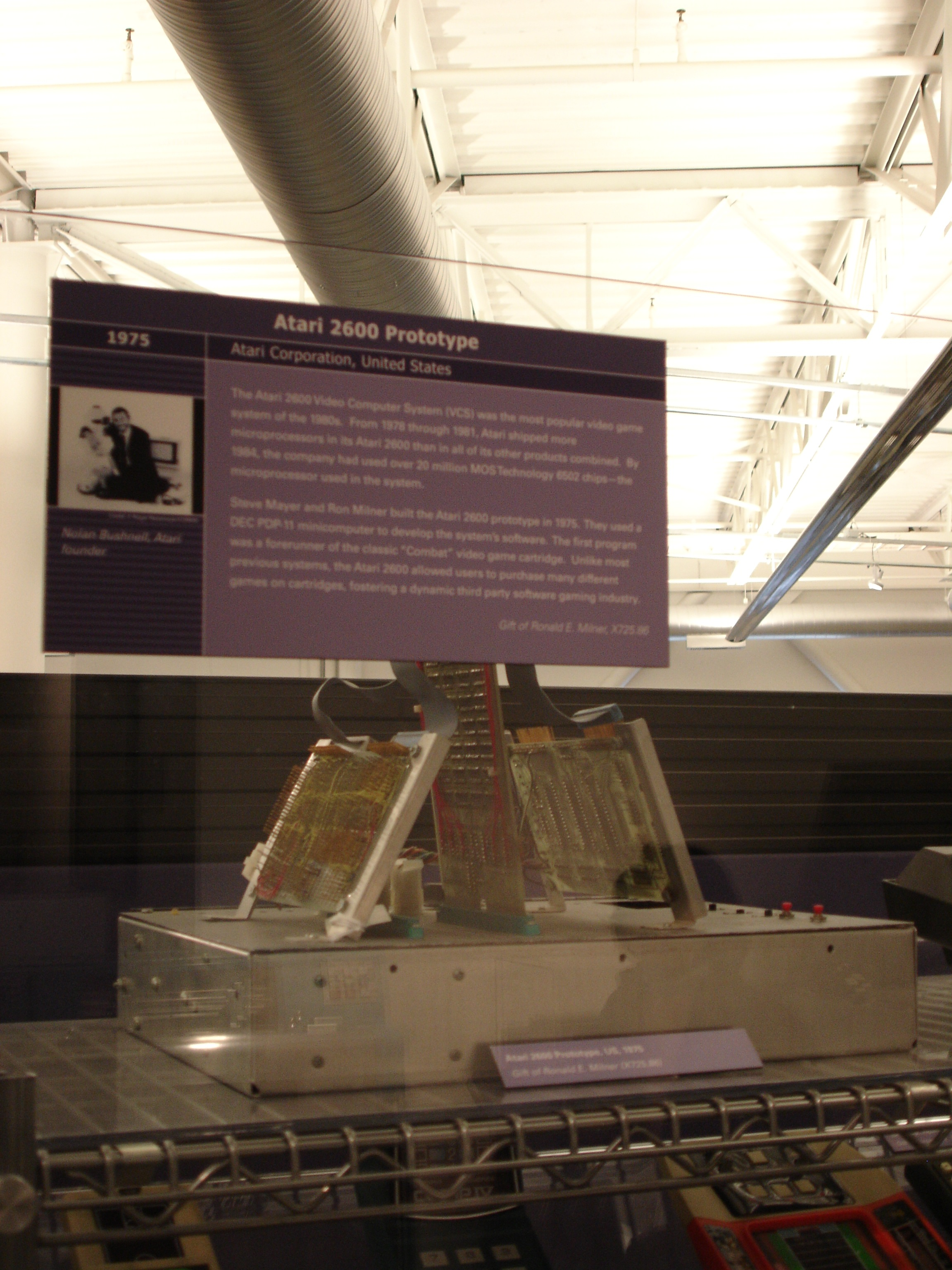
El prototip «Stella» (1975).

Atari Inc. va adquirir el 1973 un think tank anomenat Cyan Engineering per a investigar sistemes de videojoc de nova generació i que durant algun temps havia treballat en un prototip conegut com a «Stella» (nom de la bicicleta d'un dels enginyers). Diversament de les màquines de generacions anteriors que usaven lògica customitzada per a executar un petit nombre de jocs, el nucli del Stella va ser una UCP completa, el famós MOS Technology 6502, en una versió reduïda anomenada 6507. Va ser combinat amb un xip de RAM-i-entrada/eixida, el MOS Technology 6532, i un xip de pantalla i so de disseny propi conegut com el TIA (Television Interface Adaptor o «Adaptador d'Interfície de Televisor»). A més d'aquests tres, les primeres dues versions de la màquina contenien només més un xip, un buffer lògic CMOS estàndard, totalitzant només quatre xips, el que reduïa extremadament els costos.
Programes per a petits ordinadors generalment s'hi emmagatzemaven en cintes de casset, disquets o cinta de paper. A principis dels anys 1970, Hewlett-Packard va fabricar ordinadors de sobretaula que van costar milers de dòlars, com el HP 9830, amb memòria ROM empaquetada dins cartutxos mòbils per afegir característiques especials de programació, i aquests van ser considerats per ús en jocs. Al principi, el disseny no anava per ser basat en cartutxos, però després de veure un sistema de cartutx «fals» en una altra màquina, van percebre que podien col·locar els jocs en cartutxos bàsicament pel preu del connector i embalatge.
L'agost de 1976, Fairchild Semiconductor va llançar la seva pròpia videoconsola basada en UCP, el Video Entertainment System. Stella encara no estava llest per a entrar en producció, però estava clar que això necessitava ser fet abans que una gran quantitat de productes similars envaís el mercat - el que ja havia ocorregut després del llançament del Pong. L'Atari Inc. simplement no disposava de fluix de caixa per a concloure el sistema ràpidament, mentre que les seves vendes de sistemes Pong estaven en caiguda. Eventualment, Nolan Bushnell va buscar suport a la Warner Communications, i va vendre la companyia per a ells el 1976 per US$ 28 milions, sota la promesa que el Stella seria produït el més ràpid possible.
La contractació de Jay Miner, un projectista de CIs, va ser essencial per a l'èxit de la màquina. Ell va aconseguir estrènyer el prototip (vegeu imatge) en un únic xip, el TIA. Tan aviat va ser acabat i depurat, el sistema estava preparat per a comercialització. Quan finalment va ser llançat el 1977, el seu desenvolupament havia costat entorn de US$ 100 milions.

### Desenvolupament i consideracions de mercat
En 1975, Atari mantenia un grup de desenvolupament per a la recerca de sistemes de videojocs d'última generació. Aquest grup, denominat Cyan Engineering, va estar treballant durant algun temps en un prototip anomenat "Stella".
Els anteriors sistemes estaven basats en circuits de configuració, la qual cosa limitava la quantitat de jocs que podien brindar. Stella, per contra, comptava amb una unitat central de processament completa (6507) a més d'incloure 3 circuits integrats més: el primer dedicat al maneig de gràfics i sons (TIA), el segon encarregat de subministrar memòria i control d'entrada/sortida (6532), i l'últim, un buffer CMOS estàndard que en posteriors versions va ser eliminat.
La combinació d'aquests 4 circuits integrats li atorgava un enorme potencial al mateix temps que permetia un abaratiment dels costos de fabricació. Justament una de les claus de l'èxit de la consola va ser la contractació de Jay Miner, que va aconseguir comprimir en el TIA tota la funcionalitat de la placa del controlador de gràfics i sons del prototip original.
Al principi l'aparell no va ser dissenyat per utilitzar cartutxos, però la implementació de cartutxos falsos per part de la Magnavox Odyssey (els esmentats circuits de configuració) va fer reflexionar als tècnics de Atari que era possible distribuir jocs mitjançant aquest mètode amb solament afegir un connector d'expansió a la consola.
El novembre de 1976, Fairchild Semiconductor va llançar al mercat la Channel F, la primera consola amb cartutxos reals de jocs. Stella encara no estava llista per a producció però estava clar que hauria d'estar-ho abans que aparegués una quantitat de productes similars que saturessin el mercat (alguna cosa que Atari ja estava sofrint amb el seu altre producte, PONG). El problema era que no existia el finançament necessari per finalitzar el projecte, ja que les vendes dels jocs PONG disminuïen ràpidament. Va ser llavors quan Nolan Bushnell va contactar amb Warner Communications, i en 1976 va vendre la companyia per 28 milions de dòlars sota la promesa de tenir finalitzada Stella tan aviat com fos possible.
Una vegada complet i provat el prototip, i la consola va estar finalment llista per a la venda, va ser llançada al mercat en 1977 amb un cost final de desenvolupament calculat en 100 milions de dòlars.

### Desenvolupament de tercers
un petit grup de programadors de jocs de Atari es va disgustar amb l'empresa per no acreditar als desenvolupadors i per no compartir els beneficis dels jocs. Després que el port de Missile Command de Rob Fulop va vendre més de 2 milions de còpies, Atari ho va recompensar amb un certificat per a un gall dindi gratis. Tres programadors de Atari van partir per fundar Activision en 1979, i els seus jocs es van tornar tan populars com els de Atari. Atari va intentar bloquejar el desenvolupament d'un tercer pels 2600 en la cort, però va fallar. Rob Fulop cofundó Imagic, i el seu primer joc per a la companyia, Demon Attack, es va convertir en un èxit.
Altres empreses de desenvolupament de jocs centrades en VCS van sorgir a principis de la dècada de 1980 inclouen US Games, Telesys, Games by Apollo, Data Age, Zimag, Mystique i CommaVid. fins i tot Mattel i Coleco, dels quals ja producian la seva pròpies consoles més avançada, van crear versions simplificades de títols existents pel 2600. Mattel va usar la marca M Network per als seus cartutxos.

### Rebuig i redisseny
Atari va continuar adquirint llicències pels 2600, el més destacat dels quals incloïa a ' Pac-Man' ', que els crítics criticaven com "Flicker-Man"i I.T. the Extra-Terrestrial, que es va dissenyar i va programar en sis setmanes. La decepció pública amb aquests dos jocs i la saturació del mercat dels títols de tercers pobres se citen com a desencadenants de la Crisi del videojoc de 1983. El setembre del 1983, Atari va enterrar 14 camions carregats de cartutxos i altres equips en el desert de Nou Mèxic; un esdeveniment etiquetat més tard com el enterro del videojoc Atari. Warner ràpidament es va cansar de recolzar a Atari, i va començar a buscar compradors en 1984.
A mitjan 1984, la majoria del desenvolupament de programari pel 2600 s'havia detingut, excepte per Atari i Activision que van continuar desenvolupant programari. El 2600 va ser llevat d'èmfasi dos anys després de la venda de Warner en 1984 de Atari, Inc.'s al fundador de Commodore, Jack Tramiel, que volia concentrar-se en les computadores de la seva casa. Va acabar tot el desenvolupament de jocs de consola.
En 1986, Atari Corporation va llançar un model redissenyat de 2600, recolzat per una campanya publicitària que promociona un preu de "menys de 50 dòlars". El mateix any, Atari també va presentar el Atari 7800 ProSystem, un tercer consola de generació compatible amb versions anteriors amb 2600 cartutxos. Amb una gran biblioteca de jocs i un baix preu, el 2600 va continuar venent-se a finalitats de la dècada de 1980. Atari va llançar un lot final de títols en 1989-90 incloent Secret Quest i Fatal Run. L'últim llançament amb llicència de Atari és el port del joc de arcade KLAX en 1990 solament es va llançar en territori PAL.
Després de més de 14 anys al mercat, la línia 2600 es va suspendre formalment l'1 de gener de 1992, juntament amb la Atari 7800 i les computadores de Atari de 8 bits.

### Més dades
El nom original, Atari VCS, prové de Video Computer System (Sistema Informàtic de Vídeo). El nom Atari 2600 es va utilitzar per primera vegada al novembre de 1982, quan va sortir al mercat la consola Atari 5200.
La Atari 2600 va generar uns espectaculars ingressos per Atari fins a l'any 1983, quan es va produir la caiguda de mercat dels videojocs. És un dels majors èxits de la indústria del videojoc, en vendre's durant més de 14 anys, principalment en Europa i Estats Units. De la consola Atari 2600 existeixen diversos models, una amb carcassa gran i frontal de fusta amb 6 botons, una amb frontal de fusta i 4 botons, una completament negra i 4 botons anomenada "Vader", i un model reduït de la mateixa trucada Junior, sent per a la majoria la millor consola de Atari quant a durabilitat, fortalesa i acabats de millor qualitat pel que fa a les fabricades fins a 1992, a més de ser la més venuda a Europa, ja que si bé la Atari 7800 se suposa tenia gràfics superiors, la seva pobra biblioteca de jocs, no arribava ni per remei a la immensa quantitat de jocs que tenia la Atari 2600.

## Models de consola

### Revisions menors

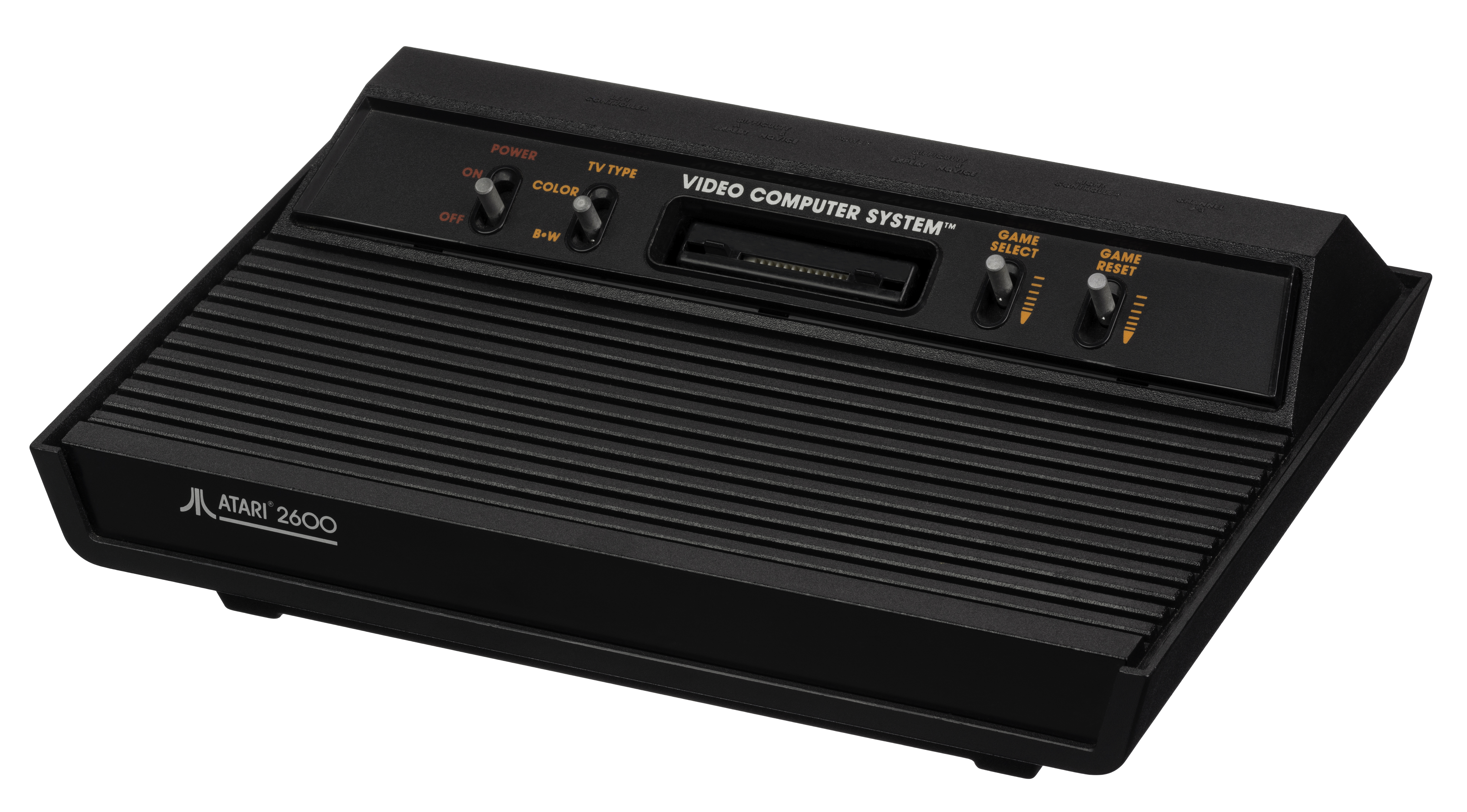
El model completament negre que va utilitzar per primera vegada el nom Atari 2600 (1982).

En 1980, el VCS va rebre una actualització en la qual els interruptors de dificultat esquerra i dreta es van moure a la part posterior de la consola, deixant quatre interruptors en el front. A part d'això, aquestes consoles de quatre commutadors semblaven gairebé idèntiques als models anteriors de sis commutadors. En 1982, Atari va canviar el nom de la consola com "Atari 2600", un nom que es va utilitzar per primera vegada en una versió del model de quatre commutadors sense vetes de fusta, donant-li un aspecte totalment negre.

### Sears Tele-Games
Atari va continuar la seva relació amb OEM amb Sears baix la marca Tele-Games d'aquest últim, que va començar en 1975 amb l'original Pong . (La companyia Telegames, que més tard va produir cartutxos pel 2600, no està relacionada). Sears va llançar diversos models del VCS com la sèrie Sears Video Arcade a partir de 1977. En 1983, el Atari 2800, anteriorment solament per al Japó, va ser renombrado com Sears Video Arcade II.
Sears va llançar versions dels jocs de Atari amb marca de Tele-Games, generalment amb diferents títols. Tres jocs van ser produïts per Atari per Sears com a llançaments exclusius: Steeplechase, Stellar Track i Submarine Commander.

### Atari 2800

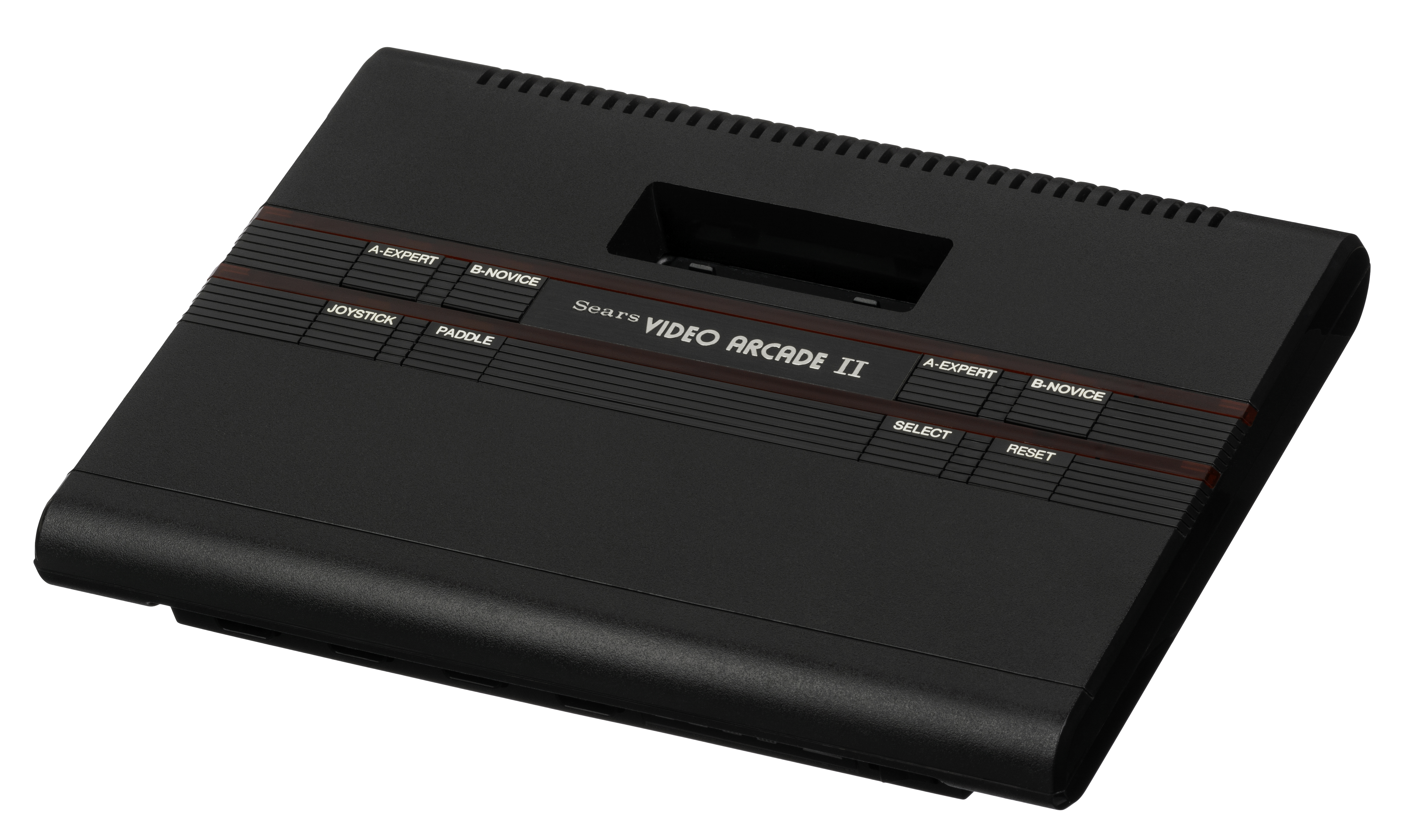
El disseny d'Atari 2800, solament per al Japó, es va utilitzar després als Estats Units per Sears Video Arcade II.

L'Atari 2800 és la versió japonesa del 2600 llançada a l'octubre de 1983. Va ser el primer llançament d'un 2600 dissenyat específicament per al mercat japonès, malgrat les companyies com Epoch Co, que distribuïa els 2600 al Japó anteriorment. Va ser llançat poc temps després de Nintendo Family Computer, que es va convertir en la consola dominant al Japó, i els 2800 no van guanyar una porció significativa del mercat. Sears va llançar el 2800 als EUA. En 1983 amb el Sears Video Arcade II empaquetat amb dos controladors i Space Invaders.Al voltant de 30 jocs de marca especial es van llançar pel 2800 .
Dissenyat per l'enginyer Joe Tilly, el 2800 té quatre ports de controlador en lloc dels dos del 2600. Els controladors són un tot en un amb una combinació de palanca de control i paddle, dissenyat per John Amber. El disseny de la carcassa del 2800 va sortir del 2600, utilitzant una forma de tascó amb interruptors que no sobresurten. L'estil de caixa es va usar com la base pel Atari 7800 dissenyat per Barney Huang.

### Atari 2600 Jr.

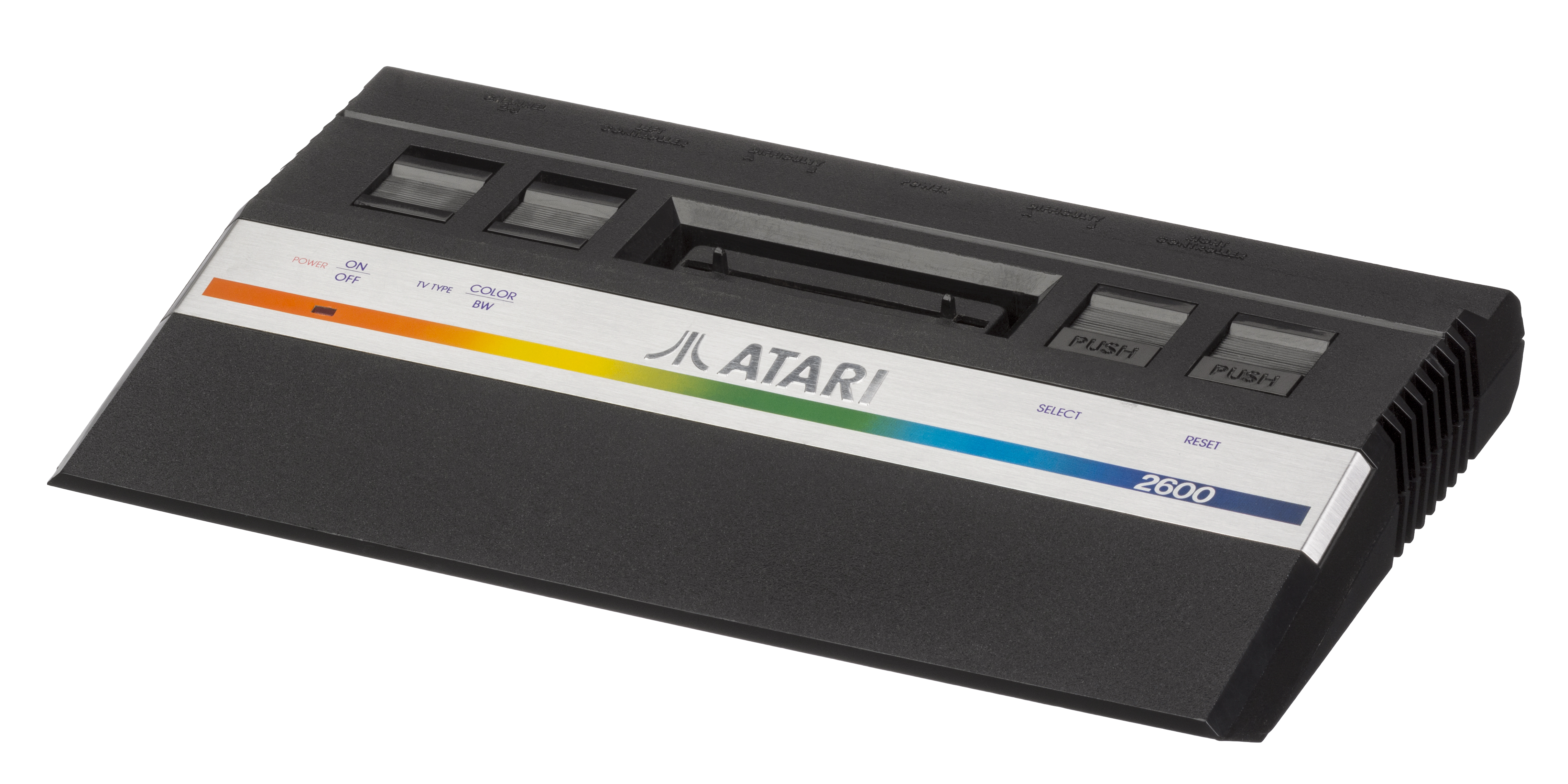
L'Atari 2600 en la seva versió de cost reduït de 1986, sobrenomenat el "2600 Jr."

El model de 1986, conegut extraoficialment com el 2600 Jr., presenta un factor de forma més petit, amb un cost reduït i una aparença modernitzada, Atari 7800. El redissenyat 2600 va ser anunciat com un sistema de jocs de pressupost (menys de US $ 49.99) que té la capacitat d'executar una gran col·lecció de jocs clàssics. Encara que va ser llançat després de la caiguda del videojoc de 1983, i després del llançament a Amèrica del Nord del Sistema d'Entreteniment de Nintendo, el 2600 va ser recolzat amb nous jocs i comercials de televisió promocionant "La diversió ha tornat!" Les versions europees posteriors del 2600 Jr. inclouen un joypad, que també es presenta amb el 7800 europeu.

## Característiques tècniques

### Consola
- UCP: MOS Technology 6507 a 1,19 MHz
- Processador d'àudio i vídeo (TIA). 160 x 190 píxels, 128 colors en la pantalla, però amb un màxim de 4 colors per línia; so monofònic de dues vies.
- Memòria RAM: 128 bytes en la consola dintre del xip MOS Technology 6532, si bé alguns jocs poden afegir fins a 256 bytes integrats en el cartutx.
- Memòria ROM: 4 KiB per cartutx (o més de 32 KiB si el cartutx usa paginació de memòria).
- Entrada: controlada pel xip RIOT inclou:
  - Dos ports DE-9 sense cargols per a connectar palanques de control, paddles, ratolins de bola, volants, teclats numèrics de dotze tecles (0-9, # i *) i qualsevol altre tipus de control amb funcions addicionals desenvolupat per tercers.
  - Sis interruptors: Encès (encès/apagat), senyal de TV (monocrom/color), Nivell de dificultat per a cada jugador (A/B), Select i Reset. Exceptuant a l'interruptor d'encès, els jocs podien (i ho van fer) assignar altres significats als altres interruptors. En els models que van seguir a l'original, els interruptors de dificultat van ser reduïts i traslladats a la part del darrere de la consola.
- Sortida: Senyal de vídeo i àudio per a TV a través d'un connector RCA (amb normes NTSC, PAL o SECAM, depenent de la regió; els cartutxos de jocs poden ser usats indistintament entre màquines NTSC i PAL/SECAM, però si la norma no coincideix llavors solen apareixen colors distorsionats o la imatge no roman estable).

### Perifèrics de terceres companyies
- Starpath Supercharger, un cartutx amb un connector per a reproductor de cassets.
- Gameline Master Moduli, un mòdem que permet descarregar jocs i gaudir-los durant una limitada quantitat de temps.
- CompuMate, un teclat de Spectravideo que la converteix en ordinador.

### Controls
El VCS es va enviar originalment amb dos tipus de controladors: una palanca de control (nombre de peça CX10) i un parell de controladors de paddles rotatives (CX30). Els controladors de conducció, que són similars als controladors de paletes però que es poden girar contínuament, s'envien amb el títol de llançament Indy 500. Després de menys d'un any, la palanca de control CX10 va ser reemplaçat pel model CX40 dissenyat per James C. Asher. Com el Atari joystick port i el CX40 joystick es van convertir en estàndards de la indústria, les palanques de control 2600 i alguns altres perifèrics funcionen amb sistemes posteriors, inclosos MSX, Commodore 64, Amiga, Atari 8-bit family, i Atari ST. La palanca de control CX40 es pot usar amb el Master System i Sega Genesis, però no proporciona tots els botons d'un controlador natiu. Els controladors de tercers inclouen el joystick de Control Command de Wico.
Atari va presentar el controlador de teclat CX50 al juny de 1978, juntament amb dos jocs que ho requerien: Codebreaker i Hunt & Score. El controlador CX22 Trak-Ball es va anunciar el gener de 1983 i era compatible amb la família Atari de 8 bits.

## Jocs
El 1977, es van llançar nou jocs en cartutx per acompanyar el llançament de la màquina, inclosos Air-Sigui Battle, Star Ship i Street Racer. Durant la vida útil de la consola, Atari, Inc. i Atari Corp. van publicar molts títols: aquests jocs van incloure Adventure (sovint s'acredita com l'inici del gènere de jocs d'acció-aventura), Breakout, i Yars' Revenge.
El port de Rick Maurer de Space Invaders, de Taito, llançat en 1980, va ser el primer títol de VCS a vendre més d'un milió de còpies, amb el temps doblegant això convertint-se en la primera killer app. i Es va convertir en el joc clau per impulsar les vendes de la consola. Les versions dels propis jocs arcade Asteroids i Missile Command de Atari, llançats a l'any següent, també van ser grans èxits.
Dos títols publicats d'Atari, tots dos de 1982, I.T. the Extra-Terrestrial i Pac-Man, són freqüentment culpats per contribuir al crash dels videojocs de 1983.
Atari sofria d'un problema d'imatge quan una companyia anomenada Mystique, va produir diversos jocs pornograficos pel 2600. el més notori d'ells era,Custer's Revenge, va ser protestat per grups de dones i Nadius Americans perquè mostrava al General George Armstrong Custer violant un dona indígena lligada. Atari va demandar a Mystique en la cort pel llançament del joc.